# Муртыш-Тамак (Мензелинский район)
Муртыш-Тамак — поселок в Мензелинском районе Татарстана. Входит в состав Кадряковского сельского поселения.

## География
Находится в восточной части Татарстана на расстоянии приблизительно 25 км на юг-юго-запад по прямой от районного центра города Мензелинск у реки Мензеля.

## История
Основана в 1913 году выходцами из села Муртыш-Тамак (ныне в Сармановском районе).
8 марта 1918 года уездное земское собрание постановило перечислить в Верхне-Юшадинскую волость из Альмет-Муллинской д. Новый Муртыш Тамак;

## Население
Постоянных жителей было: в 1920—194, в 1926—177, в 1949 — 99, в 1958 — 78, в 1970 — 81, в 1979 — 55, в 1989 — 14, в 2002 — 9 (татары 100 %), 1 в 2010.